# 杨之华

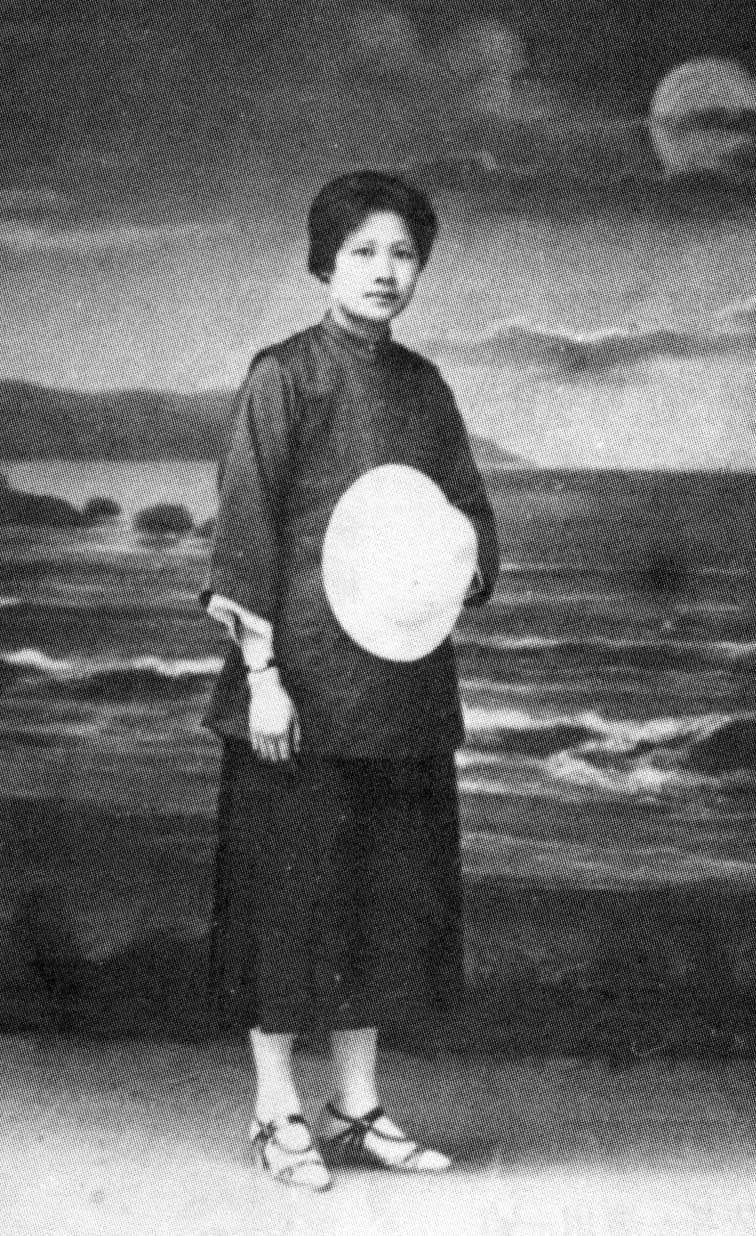
杨之华在杭州

杨之华（1901年2月11日—1973年10月20日），浙江萧山人，中国妇女活动家，中國共產黨早期领袖瞿秋白的第二任妻子。

## 生平
杨之华出生在浙江萧山坎山镇（今杭州市萧山区瓜沥镇）三岔路一个绅士门第。1919年五四运动前后，就读于浙江女子师范学校，1920年初，去上海《星期评论》社工作。6月，《星期评论》停刊，曾到一所教会学校任教。1921年1月26日，杨之华与衙前镇沈剑龙举行文明结婚。杨之华在衙前农村小学任教，并参与衙前农民运动。
1921年11月5日，生下女儿晓光，后来杨之华将女儿的名字改为独伊。
1922年加入中国社会主义青年团。
1923年考入上海大学社会系，结识后来的丈夫、該校社會系主任瞿秋白。
1924年，她和沈剑龙解除婚约，同年11月7日，与瞿秋白结婚，沈剑龙也亲临祝贺。并由瞿秋白、向警予介绍加入中国共产党。
1925年1月，杨之华在中国共产党第四次全国代表大会上当选为中央妇女部委员，参与上海纱厂工人罢工、五卅运动。同年10月接替向警予任中共中央妇女部代部长，并兼任中共上海地委妇女部长，当选为上海各界妇女联合会主任。同年12月创办《中国妇女》旬刊。
1927年，杨之华参加了上海工人三次武装暴动，上海开始清共后，去武汉参加中国共产党第五次全国代表大会，当选为中央委员，并担任中央妇女部长。1928年，瞿秋白和楊之華先后去莫斯科，参加中共六大和共产国际第六次会议。此后，瞿秋白留在莫斯科，担任中共驻莫斯科代表，杨之华也入莫斯科中山大学特别班学习。1930年，夫妇回国，杨之华仍任中共中央妇委委员。1934年初，杨之华调任上海中央局组织部秘书。
1935年瞿秋白就義后，杨之华被安排去了苏联。1936年，杨之华在莫斯科被王明隔离审查，直到1938年才被平反，进入东方大学中国部边工作边学习。1941年，苏德战争爆发，杨之华母女回国，又在新疆迪化被盛世才拘捕关押了四年。被释放后曾赴晋西北参加土地改革。1949年以后，杨之华担任全国妇联副主席和中华全国总工会女工部部长，文革中杨之华受到批斗，被长期关押，1973年10月20日在北京逝世。

## 女儿
杨之华与沈剑龙生有一女瞿独伊（1921年11月－2021年11月）。1930年瞿秋白夫妇从苏联回国时，将瞿独伊留在莫斯科国际儿童院上学，并委托鲍罗廷夫妇代为照管。

## 结婚时间考
茅盾回忆瞿秋白与杨之华的结婚时间与秋白《记忆中日期》一致，都采用11月7日，但在11月27日《民国日报》启事上说是11月18日。
启事内容如下：
- 启事一：杨之华沈剑龙启事：自一九二四年十一月十八日起，我们正式脱离恋爱的关系。
- 启事二：瞿秋白杨之华启事：自一九二四年十一月十八日起，我们正式结合恋爱的关系。
- 启事三：沈剑龙瞿秋白启事：自一九二四年十一月十八日起，我们正式结合朋友的关系。

上述启事于28、29日中《民国日报》上继续刊登。

## 著作
- 《妇女运动概论》